# Arena lodowa Szajba
Arena lodowa "Szajba" (ros. Ледовая арена «Шайба» - Ledowaja ariena "Szajba") – hala sportowa w Soczi w Kraju Krasnodarskim w Rosji, budowana jako mniejsza z dwóch aren turnieju hokeja na lodzie w czasie Zimowych Igrzysk Olimpijskich 2014. 
Pierwotnie miała zostać oddana do użytku w 2012 roku, później przesunięto ten termin na 2013 rok. Hala pomieści 7 tysięcy widzów. Obiekt został zaprojektowany tak, aby stosunkowo łatwo można było go rozebrać i odbudować w innym miejscu. Wynika to z faktu, iż Soczi po igrzyskach nie będzie potrzebować dwóch dużych hal hokejowych. W związku z tym Pałac lodowy Bolszoj pozostanie na swoim miejscu na stałe, zaś  „Szajba” ma zostać przekazana innemu rosyjskiemu miastu. 